# Polyschides grandis
Polyschides grandis är en blötdjursart som först beskrevs av Addison Emery Verrill 1884.  Polyschides grandis ingår i släktet Polyschides och familjen Gadilidae. Inga underarter finns listade i Catalogue of Life.